# Beppu Tower

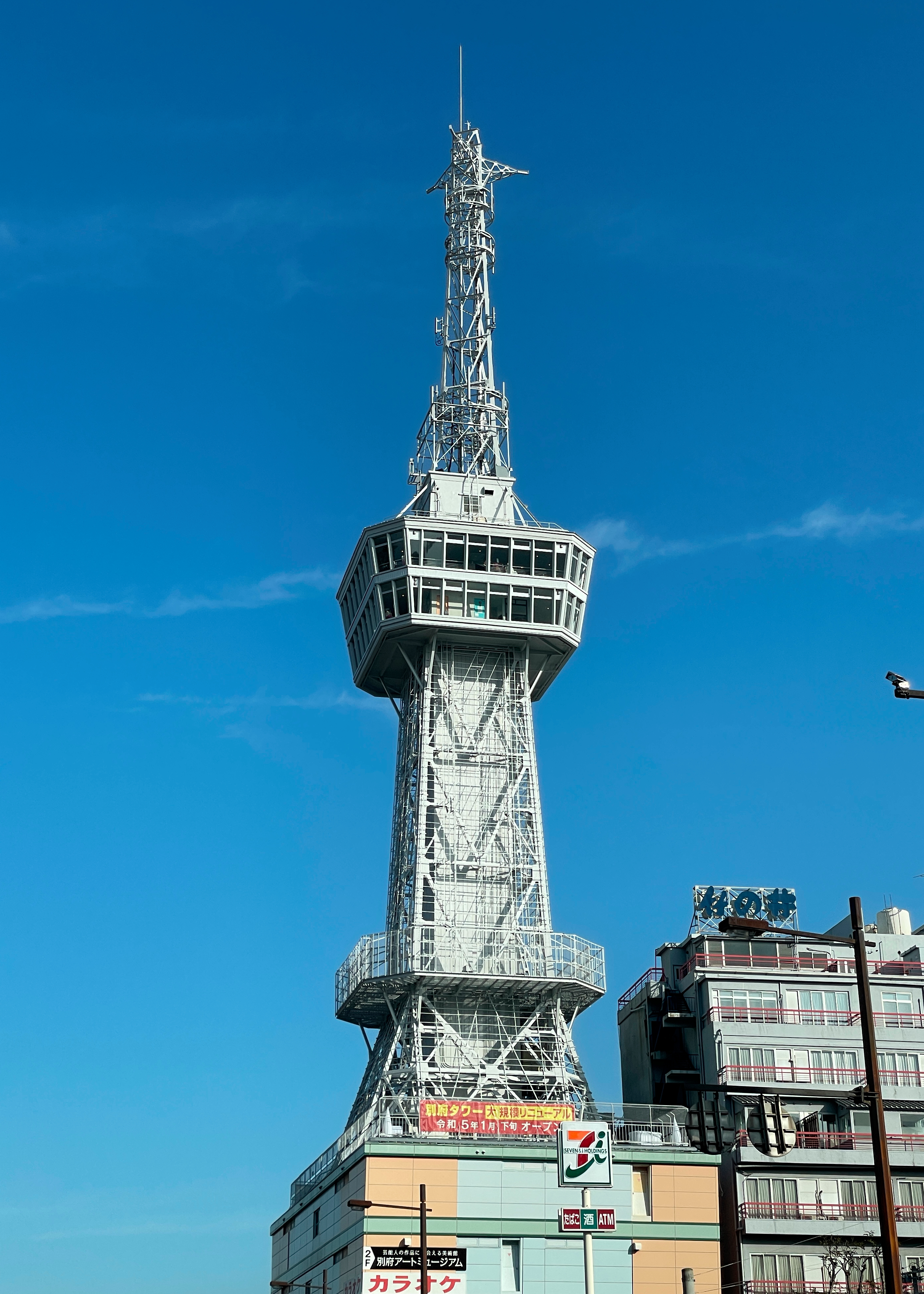
Beppu Tower

Der Beppu Tower (jap. 別府タワー beppu tawā) ist ein Sende- und Aussichtsturm in der japanischen Stadt Beppu (Präfektur Ōita, auf der Insel Kyūshū).
Der Turm wurde von 1956 bis 1957 gebaut und am 10. Mai 1957 zunächst unter dem Namen „Touristenzentrum-Fernsehturm“ (観光センターテレビ塔 kankō sentā terebitō) eröffnet. Im Jahr 1961 erhielt er seinen heutigen Namen.
Der Beppu Tower ist 100 Meter hoch und hat in 55 Meter Höhe eine rundum verglaste Aussichtsplattform. Zu seinem 65. Geburtstag (2022) wurde der Turm vollständig renoviert und ist seit 27. Januar 2023 wieder öffentlich zugänglich.